# Monténégro au Concours Eurovision de la chanson 2022
Le Monténégro est l'un des quarante pays participants du Concours Eurovision de la chanson 2022, qui se déroule à Turin en Italie. Le pays est représenté par la chanteuse Vladana Vučinić — sous le nom de scène Vladana — et sa chanson Breathe, sélectionnées en interne par le diffuseur monténégrin RTCG. Le pays se classe 17e avec 33 points en demi-finale, ne parvenant pas à se qualifier pour la finale.

## Sélection
Le diffuseur monténégrin RTCG annonce sa participation à l'Eurovision 2022 le 12 octobre 2021. Le 4 janvier 2022, le diffuseur annonce avoir sélectionné Vladana Vučinić comme représentante. Sa chanson, intitulée Breathe, est publiée le 4 mars 2022.

## À l'Eurovision
Le Monténégro participera à la deuxième demi-finale, le 12 mai 2022. Y recevant 33 points, le pays se classe 17e et ne parvient pas à se qualifier en finale.